# Powiat Świecki
Der Powiat Świecki ist ein Powiat (Kreis) in der polnischen Woiwodschaft Kujawien-Pommern. Der Powiat hat eine Fläche von 1472,78 km², auf der etwa 100.000 Einwohner leben.

## Gemeinden
Der Powiat umfasst elf Gemeinden, davon drei Stadt-und-Land-Gemeinden und acht Landgemeinden.

### Stadt-und-Land-Gemeinden
- Nowe (Neuenburg i. Westpr.)
- Pruszcz (Prust)
- Świecie (Schwetz)

### Landgemeinden
- Bukowiec (Bukowitz)
- Dragacz (Dragaß)
- Drzycim (Dritschmin)
- Jeżewo (Jeschewo)
- Lniano (Linne)
- Osie (Osche)
- Świekatowo (Schwekatowo)
- Warlubie (Warlubien)